# De Maleingreau

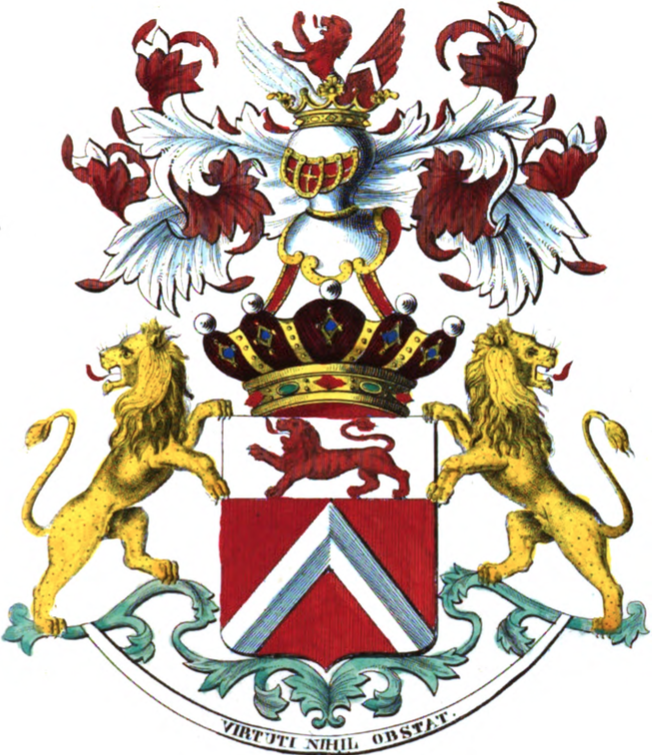
Het wapen van de familie de Maleingreau d'Hembise

De Maleingreau is een Zuid-Nederlandse adellijke familie, met twee hoofdtakken: de Maleingreau de Quenast en de Maleingreau d'Hembise.

## Geschiedenis
In 1684 benoemde markies Hendrik van Grana, gouverneur der Zuidelijke Nederlanden, Jean de Maleingreau, heer van Quenast, raadsheer en advocaat fiscaal in de justitieraad van Henegouwen, tot eerste raadsheer in de raad, een ambt dat verhief tot erfelijke adeldom.
In 1723 verleende keizer Karel VI met de titel ridder, overdraagbaar bij eerstgeboorte, aan Jean-François de Maleingreau, eerste magistraat van de stad Bergen (zie hierna) en aan zijn broer Nicolas de Maleingreau (overleden als vrijgezel).
- Jean-François de Maleingreau (1658-1730), trouwde met Marie-Claire le Roy (1670-1829). Ze hadden twee zoons.
  - Jean-François de Maleingreau (1689-1738), heer van Quenast, die trouwde met Angélique le Duc († 1732).
    - Jean-François de Maleingreau (1720-1791), heer van Quenast, pensionaris bij de Provinciale Staten van Henegouwen, trad in derde huwelijk met Marie-Françoise de Vinchant de la Haye (1757-1809).
      - Felix de Quenast (zie hieronder).

  - Simeon de Maleingreau (1700-1790, heer van de baronie van Hembise, trouwde met Maria van Brabant (1703-1777).
    - Baron Siméon de Maleingreau (1728-1791) trouwde met Marie Cossée de Sémeries († 1761).
      - Baron Charles de Maleingreau d'Hembise (zie hieronder).

## De Maleingreau de Quenast
- Félix Marie Joseph de Maleingreau de Quenast (Bergen, 11 maart 1768 - Buizingen, 9 september 1829) was lid van de Provinciale Staten van Henegouwen. In 1816, ten tijde van het Verenigd Koninkrijk der Nederlanden, werd hij erkend in de erfelijke adel en benoemd in de Ridderschap van de provincie Henegouwen. In 1817 werd hem de titel baron verleend, overdraagbaar bij eerstgeboorte. Hij trouwde met Marie-Thérèse d'Yve (1766-1822).
  - Baron Ferdinand de Maleingreau (1791-1846) bleef vrijgezel en werd lid van de Ridderschap van provincie Henegouwen.
  - Barones Pauline de Maleingreau (1796-1868) trouwde met Philippe de Bousies (1789-1875), lid van het Nationaal Congres en senator.

De familietak was in 1846 in mannelijke lijn uitgedoofd en de laatste naamdraagster overleed in 1868.

## De Maleingreau d'Hembise
Charles Florent Joseph de Maleingreau d'Hembise (Bergen, 5 november 1758 - Brussel, 15 mei 1839) was de zoon van baron Siméon de Maleingreu, heer van Hembise, Havrech, Bois-Boussu en Tourenville en van Marie-Jacqueline Cossée de Sémeries, vrouwe van Méolle en Delprée. 
In 1816 werd hij erkend in de erfelijke adel met de titel baron, overdraagbaar bij eerstgeboorte. Hij werd tevens benoemd in de Ridderschap van de provincie Zuid-Brabant. In het Verenigd Koninkrijk der Nederlanden was hij gemeenteraadslid van Brussel, eerst lid van de Provinciale Staten van Zuid-Brabant en vervolgens lid van de Tweede Kamer der Staten Generaal.
- Charles de Maleingreau trouwde in 1789 met Marie-Hélène Horion (Aat, 1761 - Brussel, 1842). Ze hadden zes kinderen.
  - Walerand de Maleingreau d'Hembise (1793-1869) trouwde met Virginie de Villers du Fourneau (1801-1875). Ze hadden zes kinderen.
    - Emile de Maleingreau d'Hembise (1829-1905) trouwde met Léonie de Peellaert (1832-1919).
      - Ferdinand de Maleingreau d'Hembise (1855-1923), burgemeester van Sint-Kruis trouwde met Eva Grovermann (1868-1926), met afstammelingen tot heden.
      - Georges de Maleingreau d'Hembise (1858-1929) trouwde met Jeanne Pecsteen (1868-1926), met afstammelingen tot heden.